# عبد الله عسيري (ممثل)
عبد الله عسيري (30 يوليو 1961) ممثل سعودي.

## أعماله

### المسلسلات
- (1988) مسرحية عودة حمود ومحيميد.
- (1992) يوميات وضاح.
- (1994) الغربال.
- (1994) السراج.
- (1995) رمضان شهر مبارك.
- (1997) برنامج مذيع في ورطة.
- (1998) صدق الله العظيم.
- (2008) عوانس سيتي.
- (2009) بيني وبينك 3.
- (2010) مسرحية تهامي كول.
- (2014) خميس بن جمعة.
- (2015) سيلفي.
- (2016) واي فاي 4.
- (2016) مستر كاش.
- (2016) شد بلد.
- (2016) سيلفي 2.
- (2016) فيلم تاكسي راضي.
- (2016) مسرحية أنا وهو وهو.
- (2017) سناب شاف.
- (2017) زواج آخر موديل.
- (2018) مسرحية طرسام الوحش.
- (2018) بدون فلتر.
- (2019) بدون فلتر 2.

## المسرحيات
- مسرحية عودة حمود ومحيميد . 1988
- مسرحية تهامي كول . 2010

## من البرامج
- برنامج مذيع في ورطة . 1997

## سيت كوم
- بيني وبينك 3 . 2009

## روابط خارجية
- عبدالله عسيري على موقع قاعدة بيانات الأفلام العربية